# Lipce Reymontowskie
Lipce Reymontowskie è un comune rurale polacco del distretto di Skierniewice, nel voivodato di Łódź.
Ricopre una superficie di 42,7 km² e nel 2004 contava 3 359 abitanti.

In questa località Władysław Stanisław Reymont ha ambientato il suo romanzo capolavoro "I contadini", grazie al quale è stato insignito del Premio Nobel per la letteratura nel 1924.